# Roman Begunov
Roman Begunov (tiếng Belarus: Раман Бегуноў; tiếng Nga: Роман Бегунов; sinh 22 tháng 3 năm 1993) là một cầu thủ bóng đá Belarus. Tính đến năm 2020, anh thi đấu cho Shakhtyor Soligorsk.

## Danh hiệu
Minsk
- Vô địch Cúp bóng đá Belarus: 2012–13